# Matronen

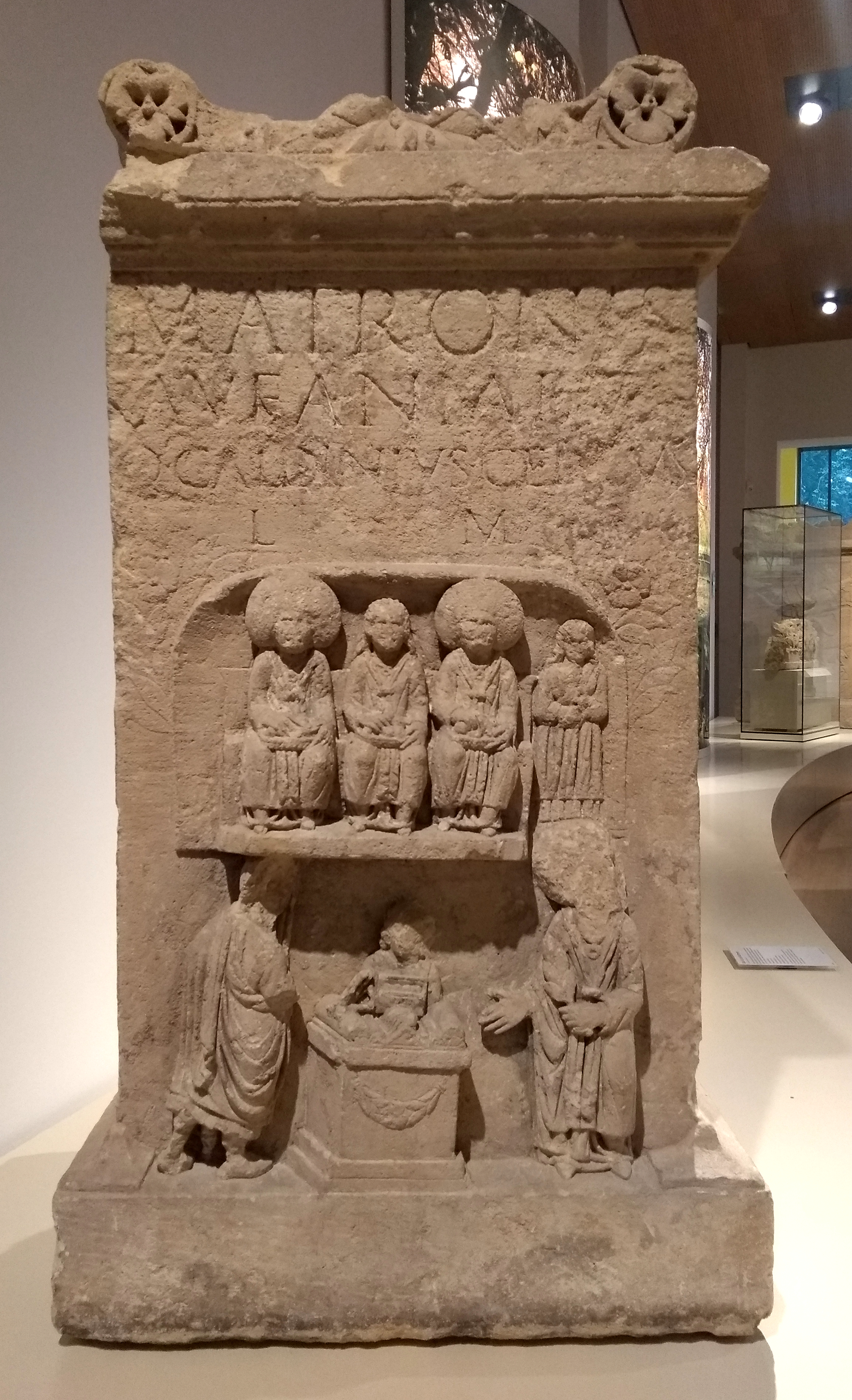
Altar der Aufanischen Matronen, gefunden unter dem Bonner Münster

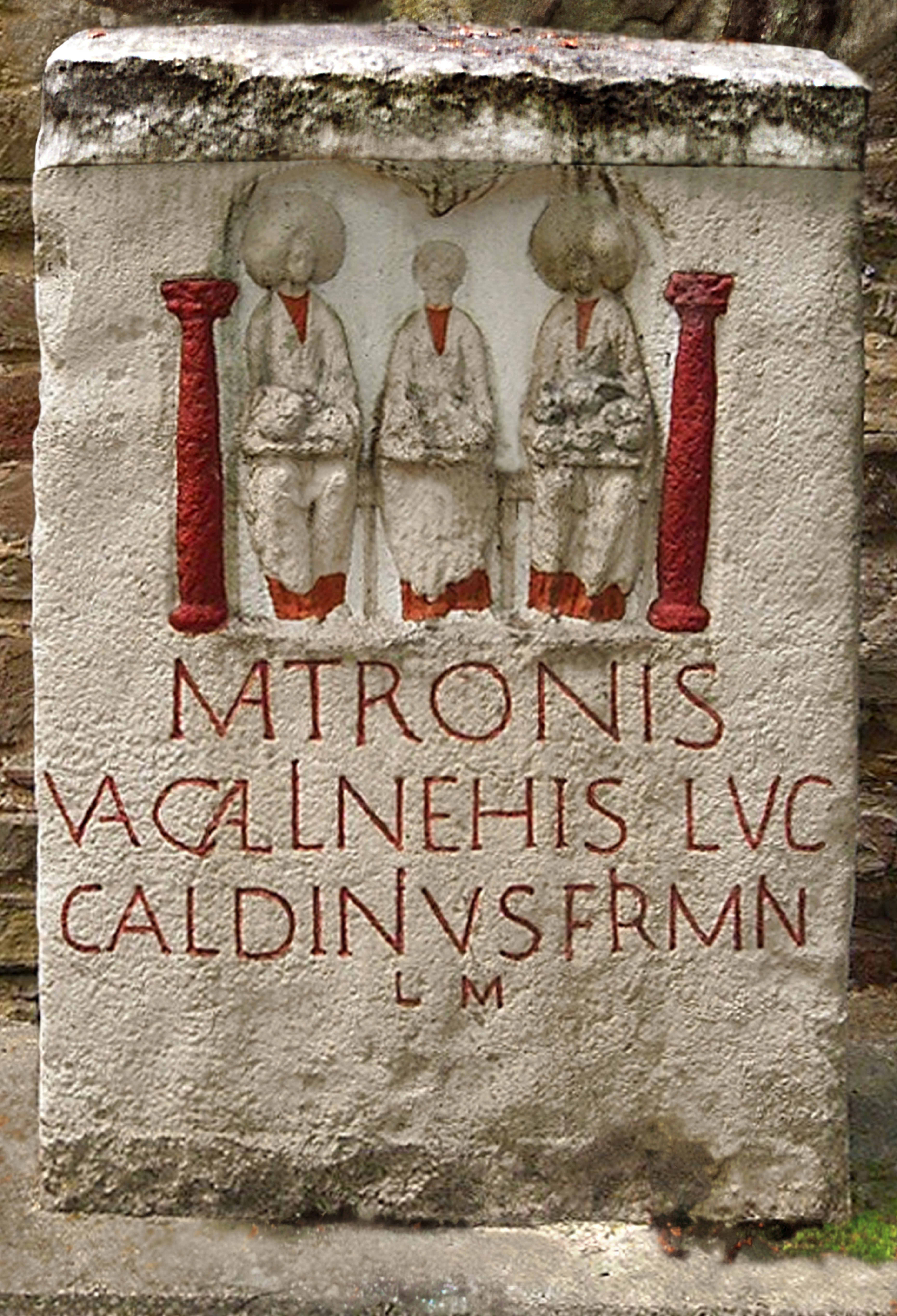
Weihestein des Lucius Caldinius Firminius an die Vaccalineischen Matronen aus Mechernich-Weyer

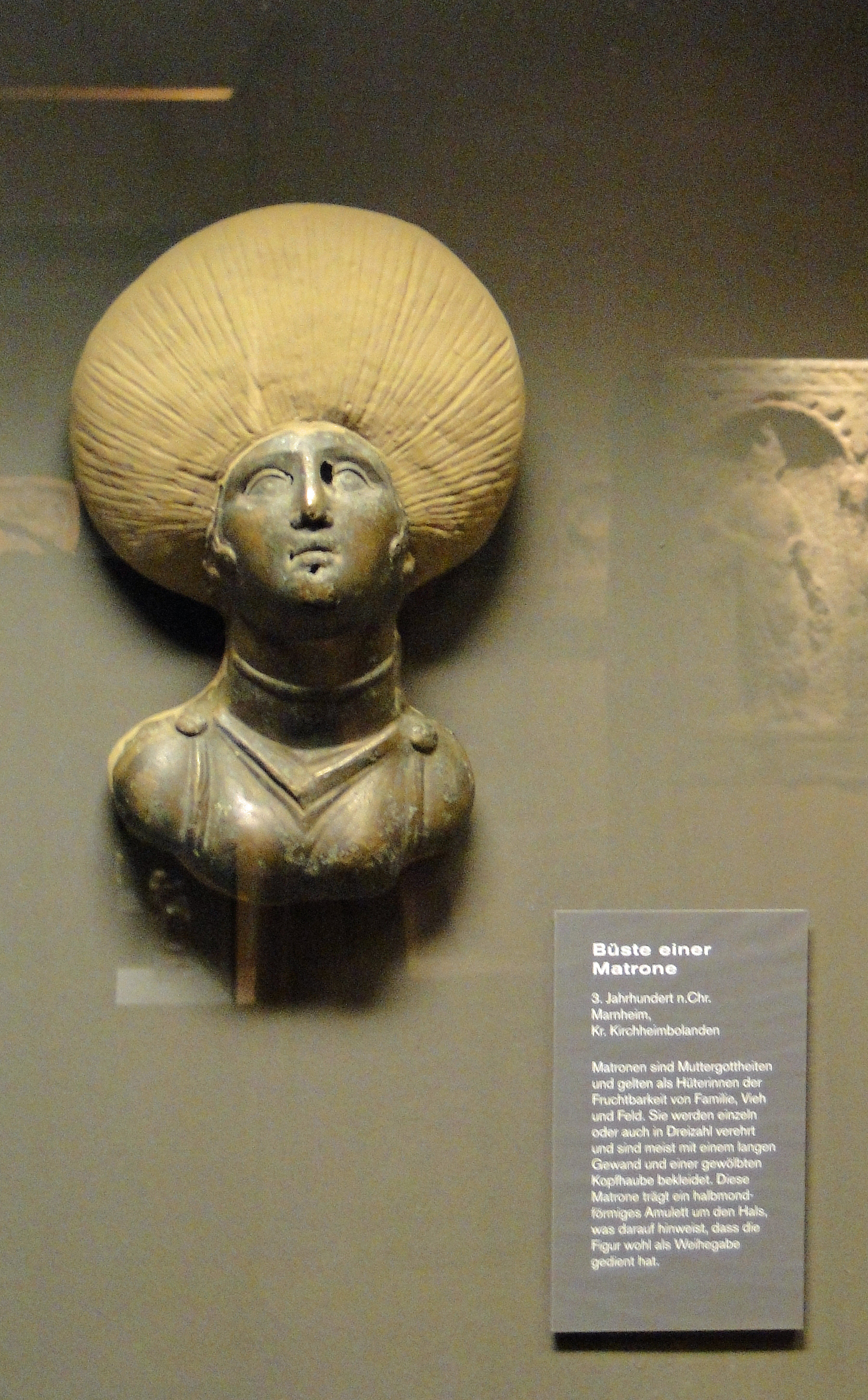
Büste einer Matrone aus Marnheim (3. Jahrhundert)

Matronen, Matronae (lateinisch matrona „Familienmutter, vornehme Dame“ abgeleitet von „mater“, Mutter), Matres (Plural von „mater“, auch Deae Matres) oder Matrae sind nur in der Mehrzahl, überwiegend in Dreizahl auftretende Muttergottheiten der römischen, germanischen und keltischen Religion. Sie sind einzig durch Inschriften und bildliche Darstellungen bekannt, antike Schriftquellen zu ihnen fehlen.
Dargestellt werden sie in Form einer sitzenden Dreiergruppe auf Votivsteinen und Altären vor allem in den Nordwest- und Nordost-Provinzen des Römischen Reiches sowie in Gallien, Nordspanien und Norditalien.

## Bildliche Darstellungen und Inschriften
Über 800 Matronensteine sind bisher alleine auf dem Gebiet der ehemaligen römischen Provinz Niedergermanien gefunden worden, gehäuft im südlichen Rheinland, weitere Weihesteine wurden in Südfrankreich und Süditalien gefunden. Alle tragen lateinische Inschriften, bei denen die Namen einheimischer Stifter in die lateinische Schrift übertragen wurden (Latinisierung), zahlreich sind aber auch die Stifter mit rein römischen Namen.
Die älteste gefundene Inschrift datiert zwischen 70 und 89 n. Chr. aus Andernach, die späteste in das Jahr 240.
Es sind etwa 70 Beinamen der Göttinnen (siehe Liste von Matronennamen) bekannt, die stiftenden Personen tragen römische, keltische und germanische Namen, sodass von einem gallo-römisch-germanischen Kult gesprochen wird. Die Germanen scheinen ihn aber von den Kelten der Rheinregion übernommen zu haben.
Die Göttinnensteine wurden gestiftet, um Schutz für die Familie, Fruchtbarkeit oder beruflichen Erfolg zu erbitten, oder als Dank für die Errettung von einer Gefahr oder Krankheit. Es ist nicht belegt, wie und ob sie angebetet wurden, aber auf zahlreichen Matronensteinen findet sich die Abkürzung „V S L M“ (Votum Solvit Libens Merito: „Das Gelübde gern und verdienstvoll eingelöst“, kurz L M, siehe die Gripswalder Matronensteine). Solche Gelübde lassen erkennen, dass die Matronen um Schutz, Beistand und Segen im weitesten Sinne angerufen wurden.
Weihesteine mit figürlichen Reliefs in der Provinz Niedergermanien präsentieren die Matronen fast ausschließlich als Dreiheit (Trinität): in der Mitte eine jüngere Frau mit offenen schulterlangen Haaren, links und rechts neben ihr zwei ältere Frauen mit auffallenden Hauben als Kopfbedeckung (wie sie verheiratete und verwitwete Ubierinnen in und um Köln trugen). Die sitzend dargestellten Frauen tragen kleine Obstkörbe, Blumen, Ähren oder  Kästchen mit Weihrauch. Da dieses Darstellungsschema besonders in der Region um das antike Köln (Colonia Claudia Ara Agrippinensium), der civitas der Ubier, verbreitet war, spricht man in der Forschung auch vom sogenannten Niederrheinischen Typus. Diese weibliche Trinität wird mit den weiblichen Altersstufen Junge Frau, Mutter und Alte Frau in Verbindung gebracht. Matronenheiligtümer wurden beispielsweise in der Eifel ausgegraben, so der Tempelbezirk von Pesch und in der Tempelanlage Görresburg. Die Matronen sind vermutlich die Grundlage der Juffernsagen im westlichen Rheinland.

## Matronenkult
In der römischen Religion existiert keine direkt entsprechende Definition für Matronae. Die Bezeichnungen unterscheiden sich, vermutlich geographisch bedingt: in Oberitalien Matronae, in Britannien Matres, in Gallien meist Matrae (Dativableitung) und Matres. Im Inschriftencorpus treten zum herkömmlich geläufigen Matronis gelegentlich Titel wie „Dea“ und „Deae“ und „Sanctus“ hinzu.
Votivsteine und Altäre waren in vielen Fällen keine alleinstehenden Denkmäler, sondern wurden häufig in Verbindung mit Kultzentren oder Tempelanlagen gebaut. Beispiele dafür wurden in Bonn, Eschweiler, Geuenich (bei Inden), Pesch und Görresburg bei Nettersheim gefunden.
Über die konkrete Form des Matronenkults ist wenig bekannt, er wurde verbreitet durch römische Legionäre, insbesondere germanische Militärangehörige und (Um-)Siedler, beispielsweise im provinzialrömischen Niederrheingebiet. Neben sogenannten Fruchtkörben (Apfel, Granatapfel, Birne, Pinienzapfen), die die Matronen auf ihrem Schoß tragen, hin und wieder auch ein Schatzkästchen, finden sich auch Darstellungen von Opferszenen, Weihrauch und Tieropfern wie Eber und Fisch. Die sonstigen Beigaben sind Pflanzen, Bäume, das Füllhorn (wiederum mit Granatapfel, Birne und Pinienzapfen) sowie (Wickel-)Kinder. Die Darstellung der Matronen deutet auf das zyklische Geschehen in der Natur, den Jahreszeiten, der allgemeinen Fruchtbarkeit (Fertilität) hin.
Die Verehrung der Matronen als Muttergöttinnen oder religiös verehrte Frauen klingt auch an in späteren Kulten für die nordischen Dise, der angelsächsischen Mōdraniht („Nacht der Mütter“) sowie vermutlich in den literarischen Idisi des Ersten Merseburger Zauberspruchs.

## Matronennamen
Bei allen auf Matronensteinen gefundenen Inschriften kommt zum Namensteil „Matronae“, „Matres“ oder „Deae“ meist ein Beiname als Zusatz, beispielsweise Matronae Vacallinehae (Gewässer- und Ortsname), dabei ist die Häufigkeit der auftretenden Namen sehr unterschiedlich (siehe Liste von Matronennamen). Während die meisten nur einmal auftreten, lassen sich bei anderen gebietsweise Verdichtungen feststellen, die möglicherweise auf Kultzentren hinweisen. In vielen Fällen können die Namen nicht mehr gedeutet werden. Bei manchen lassen sich Schlüsse auf die Art und Funktion der Göttinnen ziehen, so finden sich verschiedene Schutz-, Quell- und Wassergöttinnen.